# Rallye Dakar 2004
Navigation
Édition précédente Édition suivante
Le Rallye Dakar 2004 est le 26e Rallye Dakar. Le départ a été donné le 1er janvier 2004 de Clermont-Ferrand.

## Étapes
| Étape | Date       | Départ                | Arrivée               | Total (km)    |
| ----- | ---------- | --------------------- | --------------------- | ------------- |
| 1     | 1 Janvier  | Clermont-Ferrand      | Narbonne              | 396           |
| 2     | 2 Janvier  | Narbonne              | Castellón de la Plana | 563           |
| 3     | 3 Janvier  | Castellón de la Plana | Tanger                | 865           |
| 4     | 4 Janvier  | Tanger                | Er Rachidia           | 752           |
| 5     | 5 Janvier  | Er Rachidia           | Ouarzazate            | 575           |
| 6     | 6 Janvier  | Ouarzazate            | Tan-Tan               | 803           |
| 7     | 7 Janvier  | Tan-Tan               | Atar                  | 1055          |
| 8     | 8 Janvier  | Atar                  | Tidjikja              | 393           |
| 9     | 9 Janvier  | Tidjikja              | Néma                  | 739           |
| 10    | 10 Janvier | Néma                  | Mopti                 | 910*          |
| 11    | 11 Janvier | Mopti                 | Bobo-Dioulasso        | 747*          |
|       | 12 Janvier | Jour de repos         | Jour de repos         | Jour de repos |
| 12    | 13 Janvier | Bobo-Dioulasso        | Bamako                | 666           |
| 13    | 14 Janvier | Bamako                | Aïoun El Atrouss      | 734           |
| 14    | 15 Janvier | Aïoun El Atrouss      | Tidjikja              | 551           |
| 15    | 16 Janvier | Tidjikja              | Nouakchott            | 651           |
| 16    | 17 Janvier | Nouakchott            | Dakar                 | 647           |
| 17    | 18 Janvier | Dakar                 | Dakar                 | 106           |

- Les étapes 10 et 11 annulées en raison de mauvaises conditions météorologiques.

## Classements finaux

### Motos
| Pos. | Pilote                        | Constructeur     |
| ---- | ----------------------------- | ---------------- |
| 1    | Nani Roma (ESP)               | KTM              |
| 2    | Richard Sainct (FRA)          | KTM              |
| 3    | Cyril Despres (FRA)           | KTM              |
| 4    | Alfie Cox (RSA)               | KTM              |
| 5    | Pal Anders Ullevalseter (NOR) | Scandinavia      |
| 6    | Fabrizio Meoni (ITA)          | KTM              |
| 7    | David Frétigné (FRA)          | Yamaha           |
| 8    | Carlo De Gavardo (CHI)        | KTM              |
| 9    | François Flick (FRA)          | Allier Dynamique |
| 10   | Jacek Czachor (POL)           | Orlen Team       |

### Autos

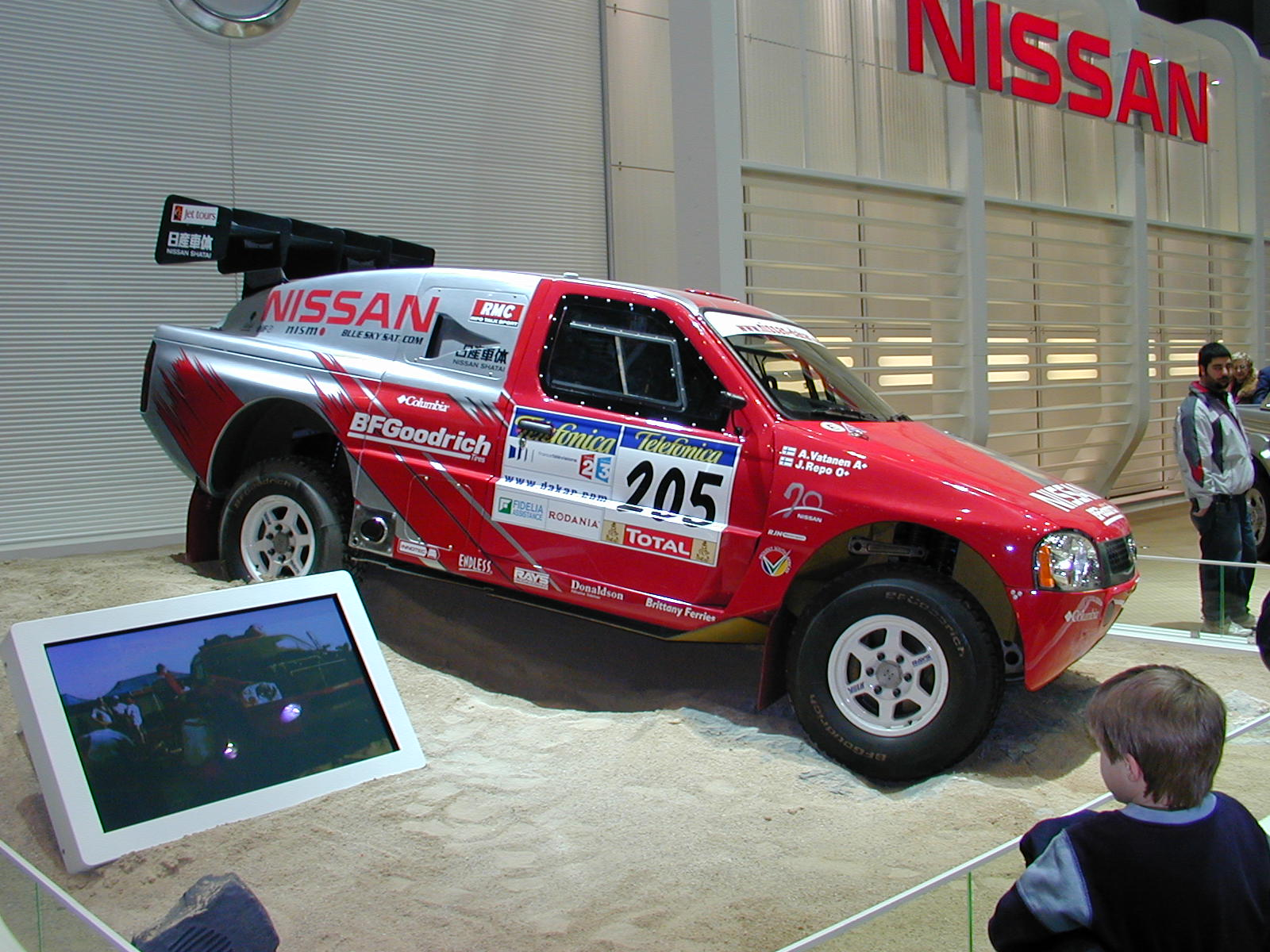
Nissan Pickup-Dakars piloté par Ari Vatanen.

| Pos. | Pilote                     | Copilote                 | Constructeur   |
| ---- | -------------------------- | ------------------------ | -------------- |
| 1    | Stéphane Peterhansel (FRA) | Jean-Paul Cottret (FRA)  | Mitsubishi     |
| 2    | Hiroshi Masuoka (JPN)      | Gilles Picard (FRA)      | Mitsubishi     |
| 3    | Jean-Louis Schlesser (FRA) | Jean-Marie Lurquin (BEL) | Schlesser-Ford |
| 4    | Luc Alphand (FRA)          | - Henri Magne            | X-Raid         |
| 5    | Andrea Mayer (GER)         | Andreas Schulz (GER)     | Mitsubishi     |
| 6    | Bruno Saby (FRA)           | Matthew Stevenson (GBR)  | Volkswagen     |
| 7    | Giniel de Villiers (RSA)   | François Jordaan (RSA)   | Nissan         |
| 8    | Grégoire De Mévius (BEL)   | Alain Guéhennec (FRA)    | X-Raid         |
| 9    | Thierry Magnaldi (FRA)     | Didier Legal (FRA)       | Fast & Speed   |
| 10   | Nasser Al-Attiyah (QAT)    | Bartholome Marc (BEL)    | Ralliart       |

### Camions

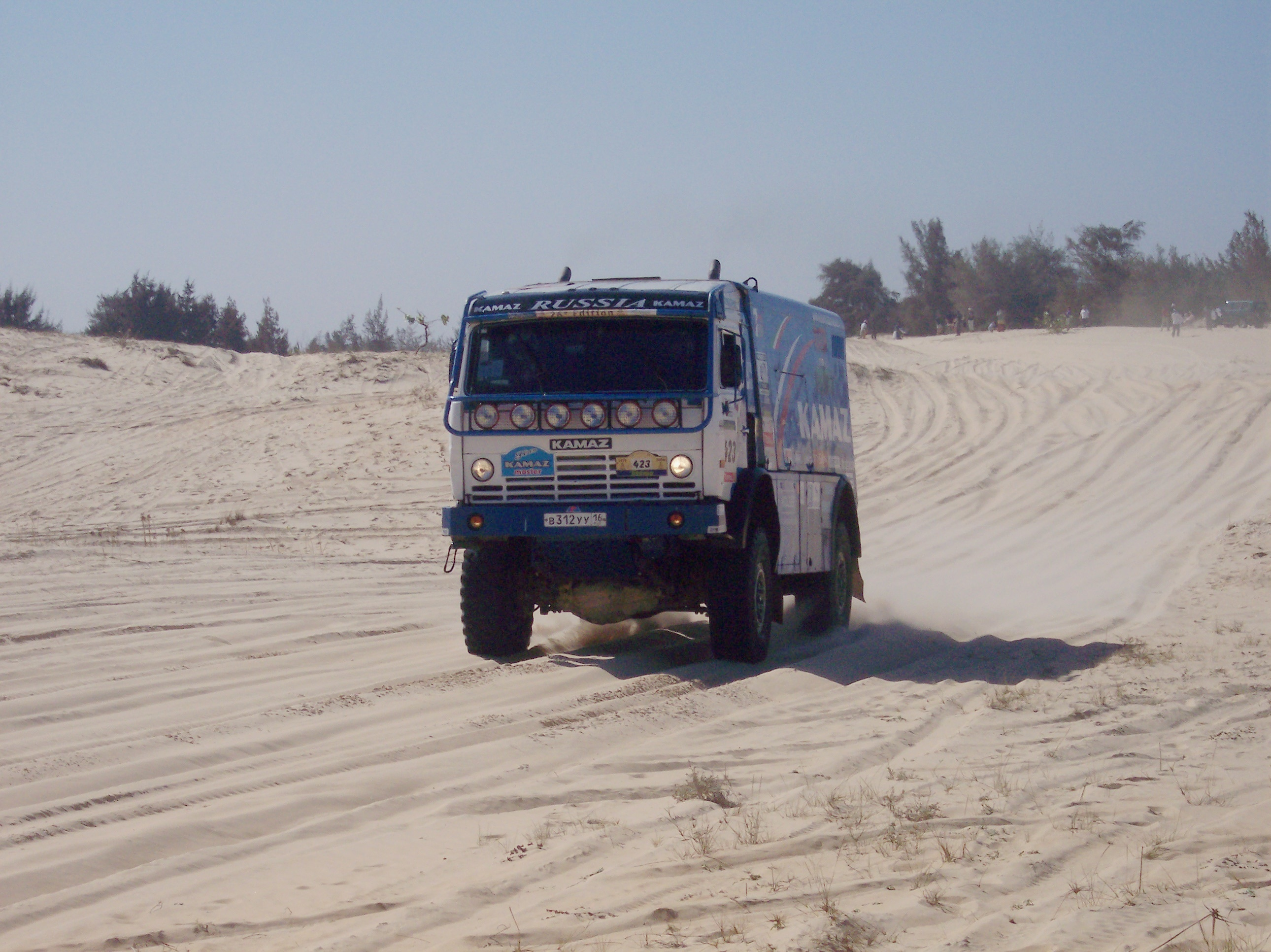
Le camion Kamaz d'Ilgizar Mardeev sur la dernière étape au Lac Rosé Dakar.

| Rang. | Pilote             | Copilote                           | Constructeur |
| ----- | ------------------ | ---------------------------------- | ------------ |
| 1     | Vladimir Chagin    | Semen Yakubov Sergey Savostin      | Kamaz        |
| 2     | Firdaus Kabirov    | Aydar Belyaev Dzhamil Kamalov      | Kamaz        |
| 3     | Gérard de Rooy     | Tom Colsoul Arno Slaats            | DAF          |
| 4     | Ilgizar Mardeev    | Sergey Girya Eduard Kupriyanov     | Kamaz        |
| 5     | Yoshimasa Sugawara | Seiichi Suzuki Teruhito Sugawara   | Hino         |
| 6     | André de Azevedo   | Tomáš Tomeček Jaromír Martinec     | Tatra        |
| 7     | Karel Loprais      | Petr Gilar Josef Kalina            | Tatra 815    |
| 8     | Hans Bekx          | Paul Flipsen Pierre Blom           | DAF          |
| 9     | Hans Stacey        | Toon van Genugten Eddy Chevaillier | DAF          |
| 10    | Peter Reif         | Gunter Pichlbauer                  | MAN          |